# Chiricahua multidentata
Chiricahua multidentata  är en fjärilsart som beskrevs av Edward Guedet, 1941. Chiricahua multidentata  ingår i släktet Chiricahua och familjen mätare, Geometridae. Inga underarter finns listade i Catalogue of Life.